# Biograph Company
Biograph Company, també coneguda com a American Mutoscope and Biograph Company, va ser una empresa cinematogràfica fundada al 1895 i activa fins al 1916. Fou la primera empresa en els Estats Units dedicada plenament a la producció cinematogràfica i a l'exposició, i durant dues dècades va ser una de les més prolífiques, publicant més de 3000 curtmetratges i 12 llargmetratges. Durant l'auge del cinema mut com a mitjà, Biograph va ser l'estudi cinematogràfic més destacat d'Amèrica i un dels estudis més respectats i influents del món, únicament rivalitzat per la UFA d'Alemanya, Svensk Filmindustri de Suècia i Pathé de França. La companyia va ser la seu del pioner director D. W. Griffith i d'actors com Mary Pickford, Lillian Gish i Lionel Barrymore (una empresa no relacionada, amb el mateix nom, es va incorporar a Califòrnia en 1991. A partir de 2012, les seves operacions van ser suspeses).

## Fundació

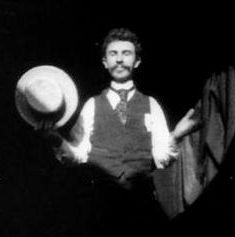
William Kennedy Dickson en 1891, més tard el fundador del Biograph Company, mentre treballava per Thomas Edison, abans de la formació del propi estudi cinematogràfic de Dickson.

La companyia va ser creada per William Kennedy Dickson, un inventor del laboratori de Thomas Edison que va ajudar a que fos pionera en la tecnologia de capturar imatges en moviment a les pel·lícules. Dickson va deixar Edison l'abril de 1895, unint-se amb els inventors Herman Casler, Henry Marvin i l'empresari Elias Koopman per incorporar la American Mutoscope Company a Nova Jersey el desembre de 1895. La firma va fabricar el Mutoscopi i va fer pel·lícules de flip-card com a rival del Quinetoscopi d'Edison per a "Peep shows", fent de la companyia el principal competidor d'Edison al mercat de nickelodeon. A l'estiu de 1896 es va llançar el projector Biograph, oferint una qualitat d'imatge superior al projector Vitascope d'Edison. La companyia aviat es va convertir en un líder en la indústria cinematogràfica, amb filials de distribució i producció a tot el món, incloent el britànic Mutoscope Co. En 1899 va canviar el seu nom per American Mutoscope and Biograph Company, i en 1908 per Biograph Company.
Per evitar la violació de les patents cinematogràfiques d'Edison, les càmeres Biograph de 1895-1902 van utilitzar una pel·lícula de gran format, de 2-23 / 32 polzades (68 mm) d'ample, amb una àrea d'imatge de 2 × 2½ polzades, quatre vegades superior al format 35 mm d'Edison. La càmera utilitzava alimentació de fricció en lloc d'alimentació de la roda dentada d'Edison per guiar la pel·lícula cap a l'obertura. La pròpia càmera va picar una dent d'engranatge a cada costat del marc, ja que la pel·lícula estava exposada a 30 fotogrames per segon. La victòria d'un cas de patents el març de 1902 va permetre a Biograph i altres productors i distribuïdors utilitzar el format menys costós de 35 mm sense una llicència Edison, encara que Biograph no va eliminar completament la producció de 68 mm fins a la tardor de 1903. Biograph va oferir impressions en ambdós formats als expositors fins a 1905, quan va interrompre el format més gran.
Les pel·lícules de Biograph, abans de 1903, eren en la seva majoria "actualitats", pel·lícules documentals, imatges de personatges, llocs i esdeveniments reals, cada pel·lícula en general de menys de dos minuts, com ara l'Empire State Express, que es va estrenar el 12 d'octubre de 1896 a la ciutat de Nova York. La narrativa ocasional de la pel·lícula, generalment una comèdia, es disparava normalment en una sola escena, sense edició. Impulsat per la competència d'Edison i productors britànics i europeus, la producció de Biograph a partir de 1903 va ser dominada cada vegada més per les narratives. A mesura que les històries es van tornar més complexes, les pel·lícules es van fer més llargues, amb múltiples escenes per explicar la història, tot i que encara es continuava presentant alguna escena individual en un sol tir sense edició. La producció d'actualitats de Biograph va acabar el 1908 a favor de la pel·lícula narrativa.

## Estudi
El primer estudi de la companyia es va ubicar en el terrat del 841 Broadway al 13th St. a Manhattan conegut llavors com l'Edifici Hackett Carhart i avui en dia, com l'Edifici Roosevelt. La posada en marxa va ser similar al "Black Maria" de Thomas Edison a West Orange, Nova Jersey, amb el mateix estudi muntat en pistes circulars per aconseguir la millor llum solar possible (a partir de 1988 encara hi havia els fonaments d'aquesta maquinària). La companyia es va traslladar el 1906 a una mansió de pedra marró a l11 East 14th St, prop de Union Square, un edifici que va ser arrasat en la dècada de 1960. Aquest va ser el primer estudi interior de Biograph i el primer estudi cinematogràfic del món que es basava exclusivament en la llum artificial. Biograph es va traslladar novament el 1913, quan va entrar a la producció de llargmetratges, a un nou estudi d'última generació al 175th Street del Bronx.
Hi va haver un problema amb l'empresa subterrània, on les persones il·legalment duplicaven una pel·lícula amb drets d'autor i després retiraven la pantalla del títol amb l'avís de l'empresa i els drets d'autor i la venien als cinemes. Per tal que el públic del teatre s'adonés que estava veient una pel·lícula d' American Biograph (independentment de si es tractava d'un "engany" il·legal o no), 
el logotip de l'AB es col·locaria de forma destacada en parts aleatòries de la pel·lícula

## Ascens de D.W. Griffith
D.W. Griffith es va unir a la Biograph en 1908 com a escriptor i actor, però en pocs mesos es va convertir en el seu director principal. En 1908 el director de la companyia, Wallace McCutcheon, va créixer, i el seu fill Wallace McCutcheon Jr. va ocupar el seu lloc però no va poder fer una pel·lícula d'èxit per a l'empresa. Com a resultat d'aquestes produccions fracassades, el cap d'estudi, Henry Marvin. va atorgar el càrrec de director principal a Griffith, la primera pel·lícula va ser The Adventures of Dollie (1908). Griffith va ajudar a establir moltes de les convencions de la pel·lícula narrativa, incloent-hi la ntersecció per mostrar esdeveniments simultanis en diferents llocs, el flashback, el fade-in / fade-out, la interposició de primers plans dins d'una escena i un estil d'actuació moderat més adequat per al cinema. Tot i que Griffith no va inventar aquestes tècniques, les va fer esdevenir una part habitual del vocabulari cinematogràfic. La seva prolífica producció, sovint una nova pel·lícula a la setmana, i la voluntat d'experimentar en molts gèneres diferents van ajudar a convertir-se en un èxit comercial important. Moltes estrelles primerenques del cinema eren artistes de Biograph, incloent Mary Pickford, Lionel Barrymore, Lillian Gish, Dorothy Gish, Robert Harron, Florence Auer, Robert G. Vignola, Alan Hale, Blanche Sweet, Harry Carey, Mabel Normand, Henry B. Walthall, Mae Marsh, Dorothy Davenport i Mack Sennett que va perfeccionar el seu ofici com a actor i director de comèdies en Biograph. Després de debutar a Biograph, Mary Pickford també es va convertir en la primera estrella de l'estudi i aviat seria coneguda per l'audiència com "The Biograph Girl" ("La Noia Biograph", en català)

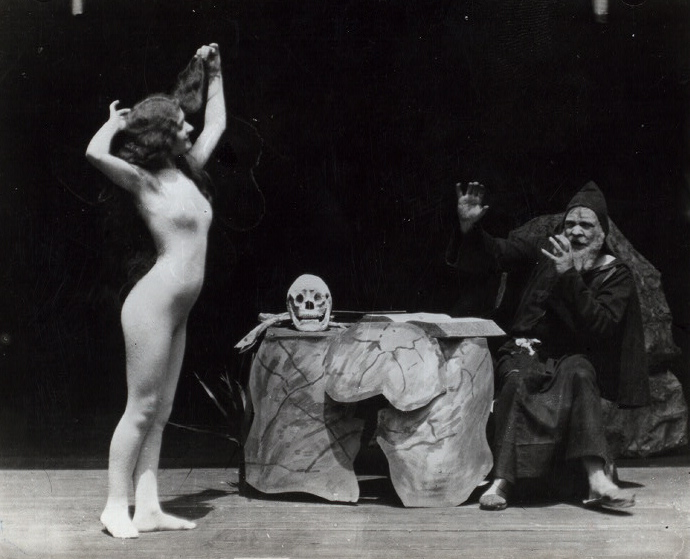
Presa de la pel·lícula de Biograph The Temptations of St. Anthony, l'any 1900. Protagonitzada per una actriu nua en una pel·lícula cinematogràfica primerenca i nord-americana, molt abans que el Codi de Producció Cinematogràfica de Hollywood de censura cinematogràfica tingués efecte.

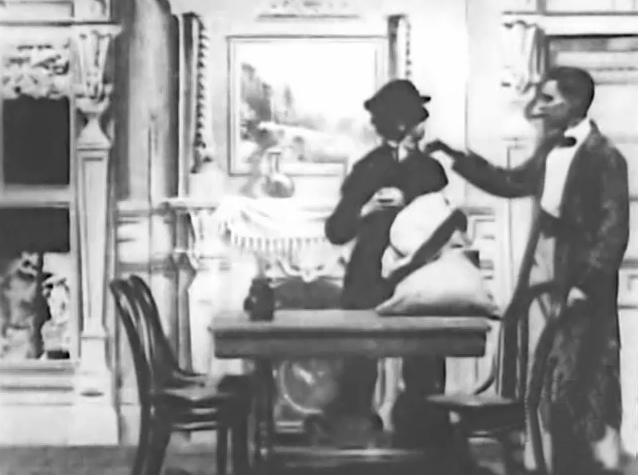
Presa de la pel·lícula Sherlock Holmes Baffled, de Biograph Company, l'any 1903

El gener de 1910, Griffith i Lee Dougherty, amb la resta de la companyia d'actors de Biograph, van viatjar a Los Angeles. Tot i que el propòsit del viatge era rodar la pel·lícula Ramona (1910) en llocs autèntics, era també determinar la idoneïtat de la Costa Oest com un lloc per a un estudi permanent. El grup va crear una petita instal·lació a Washington Street i Grand Avenue (on actualment es troba el Centre de Convencions de Los Angeles). Després d'això, Griffith i els seus actors van decidir anar una mica més al nord, cap a un petit llogaret que havien sentit parlar que era amable i tenia bells paisatges florals. Van decidir viatjar allà i es va enamorar d'aquest petit lloc anomenat Hollywood. Biograph va fer la primera pel·lícula a Hollywood anomenada In Old California, un melodrama "latino" sobre els temps primerencs en que Mèxic posseïa Califòrnia. Griffith i la companyia Biograph van filmar altres curtmetratges en diversos llocs, després van viatjar a Nova York. Després que la comunitat de cinema de la Costa Est escoltés sobre Hollywood, altres empreses van començar a migrar allà. Biograph va llançar Hollywood com la futura capital del món del cinema. Va obrir un estudi a Pico i els carrers de Geòrgia al centre de Los Angeles en 1911, i va enviar un equip per treballar allà cada any fins a 1916.
Griffith va deixar Biograph l'octubre de 1913 després d'acabar la pel·lícula Judith of Bethulia (1914), descontent amb la resistència de la companyia a pressupostos més grans i la producció de llargmetratges. Amb ell se'n van anar molts dels actors de Biograph, el seu càmera Billy Bitzer i el seu equip de producció. Per aquest motiu, Biograph retardà l'estrena de Judith de Bethulia fins a març de 1914, per evitar un acord d'intercanvi de beneficis que la companyia tenia amb ell.

## Decadència
Al desembre de 1908, Biograph es va unir a Edison per formar la Motion Pictures Patents Company en un intent de controlar la indústria i deixar fora als petits productors. El "Edison Trust", com va ser anomenat, estava integrat per Edison, Biograph, Essanay Studios, Kalem Company, George Kleine Productions, Lubin Studios, Georges Méliès, Pathé, Selig Studios i Vitagraph Studios, i dominava la distribució a través de la General Film Company. The Motion Picture Patents Co. i el General Film Co. van ser declarats culpables de violacions antimonopoli a l'octubre de 1915 i es van dissoldre
Protegida pel Trust, Biograph havia trigat a introduir-se en la producció de llargmetratges. Al 1913, la companyia va signar un contracte amb l'empresa teatral de Klaw & Erlanger per produir versions de pel·lícules de les obres d'aquesta empresa. El seu primer treball publicat, Classmates, va estrenar-se al febrer de 1914, després de 69 llargmetratges nord-americans llançats entre el 1912 i el 1913. La distribució va ser obstaculitzada per Biograph amb un patró especial de perforació a les funcions de Klaw & Erlanger que era incompatible amb els projectors estàndard, obligant als expositors a contractar equips especialitzats de Biograph per mostrar les pel·lícules. Amb l'èxode dels millors actors de l'estudi a Griffith, Biograph no va poder desenvolupar un star system comercial com ho feien les companyies independents, i després de la pèrdua de la confiança, Biograph va deixar enrere la seva època de glòria. Biograph Co. va llançar les seves últimes pel·lícules de llargmetratge el 1915 i els seus últims curts nous el 1916 Biograph va passar la resta de l'època de cinema mut reeditant les seves pel·lícules antigues i llogant el seu estudi del Bronx a altres productors.
Quan l'empresa va caure en temps durs financers, les facilitats d'estudi van ser adquirides per un de Biograph els creditors de l'empresa, l'Imperi Confia en Empresa, tot i que Biograph continuat per dirigir l'estudi. Herbert Yates va adquirir el Biograph estudis d'Empresa i facilitats de laboratori de la pel·lícula dins 1928. Biograph Estudios en el Bronx va ser fet una filial de les seves Indústries de Pel·lícula Consolidades fins al 1928.Quan l'empresa va caure en dificultats financeres, les instal·lacions van ser adquirides per un dels creditors de Biograph Company, l'Empire Trust Company, tot i que Biograph va continuar gestionant l'estudi. Herbert Yates va adquirir els estudis de la companyia Biograph Company i instal·lacions de laboratoris de pel·lícules el 1928. Les instal·lacions d'estudi i laboratori es van cremar el 1980.
En 1939 Iris Barry, fundadora del departament de cinema del Museu d'Art Modern de Nova York, va adquirir 900 pel·lícules de la Biograph, que aquesta planejava destruir Una pel·lícula incompleta, Lime Kiln Field Day (1913), amb un repart afroamericà, es va trobar elles, i les va presentar al MOMA al novembre de 2014.
De 1954 a 1957 Sterling Television Company va distribuir 100 programes de televisió d'un quart d'hora titulats Movie Museum, AMB Biograph, Edison i altres primeres pel·lícules del Museu d'Art Modern de Nova York i de la Casa George Eastman